# Brockman 4 Mine
Die Brockman 4 Mine ist ein Eisenerz-Bergwerk in der Pilbara-Region von Western Australia, 60 Kilometer nordwestlich von Tom Price. Das Bergwerk liegt ungefähr 25 km südlich der zuvor angelegten Brockman Mine (Brockman 2 Mine) und wurde 2010 in Betrieb genommen.
Das Bergwerk Brockman 4 ist im Eigentum der Rio Tinto Group und ist eines der 13 Eisenerzbergwerke dieses Konzerns in der Pilbara.

## Eisenerzvorkommen und -abbau
Die Hamersley Range, in der sich das Bergwerk befindet, enthält 80 % aller Eisenerz-Lagerstätten Australiens und ist eine der größten der Welt. Der Eisenerzkörper ist ungefähr 15 km lang, mehr als 3 km breit und umfasst die Hügel im Süden des Boolgeeda Creek Valley. Der Abbau erfolgt mit 15 Komatsu 830E-LKWs. Das Eisenerz wird im Bergwerk als Eisenerzpellets (<31,5 mm, >6 mm) und Feineisenerz (<6 mm) hergestellt. Es gibt einen primären Brecher, zwei sekundäre Brecher, ein Gebäude zur sechsfachen Durchsiebung und einen Eisenerz-Lagerplatz für 1,2 Millionen Tonnen. Gelagertes Eisenerz wird auf Eisenbahnzüge verladen und mit der Hamersley & Robe River Railway zur Küste transportiert, wo es auf Schiffe verladen wird. Die Arbeitskräfte des Bergwerks werden im 2-Wochenwechsel ein- und ausgeflogen.
Brockman 4 hat eine geschätzte Förderdauer von 20 Jahren.
| \| \|                                                                          |
| Bergbau in der Pilbara-Region. Der rote Punkt markiert die Lage des Bergwerks. |
|                                                                                |

## Geschichte
Brockman 4 wurde offiziell am 2. September 2010 eröffnet. Rio Tinto investierte 1,52 Milliarden US-Dollar in den Bau des Bergwerks und weitere 1,24 Milliarden $A in dessen Erweiterung. Damit wurde Brockman 4 zum zweitgrößten Bergwerk von Rio Tinto in der Pilbara. So sollte die Jahresförderung von Rio Tinto in der Pilbara-Region auf 330 Millionen Tonnen Eisenerz gesteigert werden.
Ende Mai 2020 berichteten australische Medien, dass Rio Tinto am 24. Mai 2020 eine 46.000 Jahre alte indigene Kulturstätte sprengen ließ. Auf Grund der Reaktion der Öffentlichkeit und der Investoren musste Rio Tinto im August 2020 bekanntgeben, dass der Vorstandsvorsitzende Jean-Sébastien Jacques auf Boni-Zahlungen in Höhe von drei Millionen Euro und zwei weitere Manager auf etwa 670.000 Euro und 582.000 Euro verzichten müssen. Am 11. September 2020 musste Rio Tinto wegen des fortbestehenden Drucks der Investoren dann bekanntgeben, dass aufgrund des Vorfalls in der Jukaan-Schlucht sowohl der Vorstandsvorsitzende Jacques sowie die zwei Manager das Unternehmen verlassen werden.